# 1984-es magyar atlétikai bajnokság
Az 1984-es magyar atlétikai bajnokság a 89. bajnokság volt. A nőknél megrendezték a 10 km-es gyaloglást és a csapatversenyt.

## Helyszínek
- mezei bajnokság: április 4., Dunakeszi, lóversenypálya
- férfi 50 km-es és női 10 km-es gyaloglás: április 8., Békéscsaba
- maraton: április 14., Budapest Sportcsarnok – Népstadion út – Városliget – Népköztársaság útja – Nagykörút – Pozsonyi út – Pesti rakpart – Nagykörút – Népköztársaság útja – Dózsa György út – Budapest Sportcsarnok
- női 10 000 m: május 24., Újpesti Dózsa pálya, Szilágyi u
- 20 km-es gyaloglás: május 26., Ózd
- pályabajnokság: július 25–27., Népstadion
- váltóbajnokság: szeptember 8–9., Népstadion

## Eredmények

### Férfiak
| Versenyszám            | Arany                                                                    | Arany     | Ezüst                                                                      | Ezüst     | Bronz                                                                        | Bronz     |
| ---------------------- | ------------------------------------------------------------------------ | --------- | -------------------------------------------------------------------------- | --------- | ---------------------------------------------------------------------------- | --------- |
| 100 m                  | Kovács Attila Újpesti Dózsa                                              | 10,37     | Tatár István Bp. Honvéd                                                    | 10,43     | Kiss Ferenc Csepel SC                                                        | 10,48     |
| 200 m                  | Kovács Attila Újpesti Dózsa                                              | 20,51     | Kiss Ferenc Csepel SC                                                      | 20,54     | Menczer Gusztáv Bp. Spartacus                                                | 20,65     |
| 400 m                  | Menczer Gusztáv Bp. Spartacus                                            | 46,40     | Takács István Újpesti Dózsa                                                | 47,10     | Bankó Pál Újpesti Dózsa                                                      | 47,13     |
| 800 m                  | Szabó Zsolt Diósgyőri VTK                                                | 1:47,58   | Szalai István Tatabányai Bányász                                           | 1:47,67   | Bereczki József Miskolci VSC                                                 | 1:47,79   |
| 1500 m                 | Bucsuházy József SZEOL AK                                                | 3:45,01   | Markó Gábor Bp. Honvéd                                                     | 3:45,22   | Serfőző Sándor Diósgyőri VTK                                                 | 3:45,25   |
| 5000 m                 | Markó Gábor Bp. Honvéd                                                   | 14:00,15  | Májer József Nyíregyházi VSSC                                              | 14:00,75  | Tóth László Bp. Honvéd                                                       | 14:00,79  |
| 10 000 m               | Májer József Nyíregyházi VSSC                                            | 29:09,50  | Borka Gyula Bp. Spartacus                                                  | 29:11,97  | Kiss Zoltán Bp. Spartacus                                                    | 20:20,70  |
| 4 × 100 m              | Szabó Zsolt Karaffa László Fetter György Tatár István Bp. Honvéd         | 40,45     | Bagyura Nándor Tremmel László Bagyura József Menczer Gusztáv Bp. Spartacus | 40,46     | Makó Ernő Nagy Kovács Gyula Babály László Debreceni MVSC                     | 41,10     |
| 4 × 200 m              | Lindák László Takács József Gartner Károly Péczeli Tamás Diósgyőri VTK   | 1:28,17   | Borsodi Tibor Karaffa László Fetter György Babetta József Bp. Honvéd       | 1:28,57   | Komiszár Gábor Tremmel László Bagyura Nándor Bagyura József Bp. Spartacus    | 1:28,65   |
| 4 × 400 m              | Takács István Bankó Pál Simon Balla István Szabó G. István Újpesti Dózsa | 3:09,38   | Bagyura Tremmel László Risztics Frank Menczer Gusztáv Bp. Spartacus        | 3:10,08   | Szabó Zsolt Takács József Lindák László Harnócz István Diósgyőri VTK         | 3:14,28   |
| 4 × 800 m              | Fóris László Bucsuházy József Volford László Énekes Béla SZEOL AK        | 7:34,27   | Balogh Gyula Freier Balázs Sárközi Gyula Szatzker Csaba Szekszárdi Dózsa   | 7:35,32   | Fekete Tibor Zelenák Zoltán Gábri Tibor Kiss János Újpesti Dózsa             | 7:35,70   |
| 4 × 1500 m             | Markó Gábor Tóth László Nyikos Attila Knipl István Bp. Honvéd            | 15:25,6   | Sárközi Gyula Balogh Gyula Szatzker Csaba Freier Balázs Szekszárdi Dózsa   | 15:29,9   | Grassalkovits Tamás Papp János Szeleczky József Serfőző Sándor Diósgyőri VTK | 15:35,3   |
| 110 m gát              | Bakos György Újpesti Dózsa                                               | 13,80     | Simon-Balla István Újpesti Dózsa                                           | 14,09     | Bodó Béla Debreceni MVSC                                                     | 14,49     |
| 400 m gát              | Szalai József Szolnoki MÁV MTE                                           | 50,59     | Takács István Újpesti Dózsa                                                | 51,15     | Simon-Balla István Újpesti Dózsa                                             | 51,37     |
| 3000 m akadály         | Markó Gábor Bp. Honvéd                                                   | 8:33,09   | Vágó Béla KSC                                                              | 8:34,90   | Balogh Gyula Szekszárdi Dózsa                                                | 8:36,15   |
| 20 km gyaloglás        | Szálas János Bp. Honvéd                                                  | 1:26:00,0 | Stankovics Imre BEAC                                                       | 1:28:11,5 | Andrásfai Endre Bp. Postás                                                   | 1:28:28,6 |
| 50 km gyaloglás        | Sátor László Bp. Honvéd                                                  | 3:56:16   | Czukor Zoltán Komló                                                        | 4:08:58   | Danovszky Ferenc Építők SC                                                   | 4:11:51   |
| magasugrás             | Gibicsár István Debreceni MVSC                                           | 220 cm    | Németh Gyula Csepel SC                                                     | 219 cm    | Széles István Bp. Honvéd                                                     | 215 cm    |
| távolugrás             | Pálóczi Gyula Nyíregyházi VSSC                                           | 822 cm    | Szalma László Vasas SC                                                     | 796 cm    | Szabó Zsolt Bp. Honvéd                                                       | 781 cm    |
| hármasugrás            | Bakosi Béla Nyíregyházi VSSC                                             | 16,83 m   | Kiss Tibor MTK-VM                                                          | 16,54 m   | Sári Kálmán Bakony Vegyész                                                   | 16,28 m   |
| rúdugrás               | Salbert Ferenc Csepel SC                                                 | 550 cm    | Makó Ernő Debreceni MVSC                                                   | 520 cm    | Molnár Gábor Bp. Spartacus                                                   | 520 cm    |
| súlylökés              | Szabó László Tatabányai Bányász                                          | 18,96 m   | Ladányi Zsigmond SZEOL AK                                                  | 18,35 m   | Gajdán László MTK-VM                                                         | 18,28 m   |
| diszkoszvetés          | Tégla Ferenc Újpesti Dózsa                                               | 60,92 m   | Fejér Géza BVSC                                                            | 60,08 m   | Csiszár Ferenc MTK-VM                                                        | 58,66 m   |
| gerelyhajítás          | Temesi András Vasas SC                                                   | 81,74 m   | Csider István BEAC                                                         | 79,14 m   | Bolgár Tamás Szegedi VSE                                                     | 76,36 m   |
| kalapácsvetés          | Szitás Imre Haladás                                                      | 77,16 m   | Tánczi Tibor Haladás                                                       | 76,80 m   | Vida József Haladás                                                          | 75,38 m   |
| tízpróba               | Hoffer József Tatabányai Bányász                                         | 7611      | Sághy Antal Hatvan                                                         | 7322      | Vágó Béla TFSE                                                               | 7261      |
| maraton                | Kiss Zoltán Bp. Spartacus                                                | 2:15:04   | Kerékjártó István Újpesti Dózsa                                            | 2:17,52   | Kőszegi Zoltán Újpesti Dózsa                                                 | 2:17,52   |
| kis mezei futás (6 km) | Énekes Béla SZEOL AK                                                     | 17:37     | Orosz József Kazincbarcikai Vegyész                                        | 17:38     | Kozma Attila Bp. Építők                                                      | 17:38     |
| mezei futás (12 km)    | Májer József Nyíregyházi VSSC                                            | 35:22     | K. Szabó Gábor Debreceni MVSC                                              | 35:48     | Sulyok Attila Bp. Spartacus                                                  | 35:49     |
| csapat 20 km gyaloglás | Szálas János Sátor László Major Ferenc Bp. Honvéd                        | 4:24:35   | Andrásfai Endre Hudi Rudolf Éder Ferenc Postás SC                          | 4:32:37,6 | Veréb Rudolf Kánya Sándor Balogh István Diósgyőri VTK                        | 4:34:11,0 |
| csapat 50 km gyaloglás | Veréb Rudolf Balogh István Kánya Sándor Diósgyőri VTK                    | 13:24:11  | Hudi Rudolf Andrásfai Endre Éder Ferenc Postás SC                          | 13:35:26  | Dalmati János Márton Attila Pokrovenszky József BVSC                         | 13:40:02  |
| csapat maraton         | Kiss Zoltán Borka Gyula Bula Ferenc Bp. Spartacus                        | 6:58:37   | Újpesti Dózsa                                                              | 7:10,52   | Építők SC                                                                    | 7:22:25   |
| csapat kis mezei futás | Énekes Béla Volford László Búcsúházi József SZEOL AK                     | 23        | Reichnach Ferenc Szalai István Zöld László Tatabányai Bányász              | 43        | Nyikos Attila Tóth László Lajkó István Bp. Honvéd                            | 49        |
| csapat mezei futás     | Sulyok Attila Kiss Zoltán Borka Gyula Bp. Spartacus                      | 16        | Jenkei András Kiss Borka Vasas SC                                          | 32        | Szeleczky József Papp János Grassalkovits Tamás Diósgyőri VTK                | 44        |

### Nők
| Versenyszám            | Arany                                                                    | Arany   | Ezüst                                                                   | Ezüst   | Bronz                                                                 | Bronz   |
| ---------------------- | ------------------------------------------------------------------------ | ------- | ----------------------------------------------------------------------- | ------- | --------------------------------------------------------------------- | ------- |
| 100 m                  | Siska Xénia Vasas SC                                                     | 12,11   | Szabó Éva MTK-VM                                                        | 12,21   | Kósa Erika Újpesti Dózsa                                              | 12,44   |
| 200 m                  | Petrika Ibolya Nyíregyházi VSSC                                          | 23,75   | Kósa Erika Újpesti Dózsa                                                | 24,03   | Petrika Erzsébet Nyíregyházi VSSC                                     | 24,16   |
| 400 m                  | Petrika Ibolya Nyíregyházi VSSC                                          | 52,60   | Szopori Erika SZEOL AK                                                  | 53,27   | Szabó Erzsébet SZEOL AK                                               | 53,36   |
| 800 m                  | Szalai Katalin Tatabányai Bányász                                        | 2:05,07 | Biacsics Elvira Győri Dózsa                                             | 2:05,96 | Szabó Erzsébet SZEOL AK                                               | 2:06,40 |
| 1500 m                 | Szalai Katalin Tatabányai Bányász                                        | 4:17,47 | Ágoson Zita Dunaújvárosi Kohász                                         | 4:18,96 | Király Anikó Vasas SC                                                 | 4:19,88 |
| 3000 m                 | Szalai Katalin Tatabányai Bányász                                        | 9:07,43 | Ágoson Zita Dunaújvárosi Kohász                                         | 9:09,74 | Szabó Karolina Bp. Honvéd                                             | 9:12,11 |
| 10 000 m               | Szabó Karolina Csepel SC                                                 | 32:38,5 | Jankó Ilona Ajkai Alumínium                                             | 33:56,3 | Fazekas Erika Diósgyőri VTK                                           | 33:57,0 |
| 4 × 100 m              | Petrika Erzsébet Petrika Ibolya Tóth Zsuzsa Daku Mónika Nyíregyházi VSSC | 46,08   | Szabó Erzsébet Szopori Erika Petróczi Ágnes Palócz Ibolya SZEOL AK      | 46,42   | Szabó Éva Könczöl Emőke Madarász Gabriella Tarjányi Eszter MTK-VM     | 47,15   |
| 4 × 200 m              | Petróczi Ágnes Rostás Erika Palócz Ibolya Szabó Erzsébet SZEOL AK        | 1:39,68 | Nagy Mária Rehocsin Mária Szepesi Éva Tóth Zsuzsa Nyíregyházi VSSC      | 1:40,09 | Czédulás Erika Káposzta Mónika Surugli Magdolna Könye Irma Bp. Honvéd | 1:42,3  |
| 4 × 400 m              | Petróczi Ágnes Szopori Erika Papp Éva Szabó Erzsébet SZEOL AK            | 3:41,88 | Petrika Ibolya Nagy Mária Petrika Erzsébet Szepesi Éva Nyíregyházi VSSC | 3:45,83 | Wéber Mónika Kozmeth Éva Malinerics Zsuzsa Bartakovics Andrea ETO     | 3:47,12 |
| 4 × 800 m              | Papp Éva Csontos Zsuzsa Csordos Rita Biacsics Erika Győri Dózsa          | 8:43,30 | Brutóczky Judit Bugya Mariann Babay Katalin Csordás Ágnes Bp. Honvéd    | 8:47,25 | Bakula Mária Holovics Katalin Domokos Anikó Szabó SZEOL AK            | 9:17,82 |
| 100 m gát              | Siska Xénia Vasas SC                                                     | 13,22   | Palombi Margit Tatabányai Bányász                                       | 13,69   | Baranyai Ildikó BEAC                                                  | 13,87   |
| 400 m gát              | Szopori Erika SZEOL AK                                                   | 58,21   | Tarjányi Eszter MTK-VM                                                  | 59,15   | Bányai Ilona TFSE                                                     | 59,88   |
| 10 km gyaloglás        | Alföldi Andrea Bp. Postás                                                | 55:43   | Pócza Ildikó Építők SC                                                  | 56:02   | Petrik Éva Bp. Honvéd                                                 | 57:46   |
| magasugrás             | Juha Olga Vasas SC                                                       | 184 cm  | Mátay Andrea Újpesti Dózsa                                              | 184 cm  | Vajda Katalin Debreceni MVSC                                          | 180 cm  |
| távolugrás             | Novobáczky Klára Bp. Építők                                              | 669 cm  | Vanyek Zsuzsa Bp. Építők                                                | 652 cm  | Fekete Ildikó Debreceni MVSC                                          | 633 cm  |
| súlylökés              | Herth Hajnal MTK-VM                                                      | 16,72 m | Kripli Márta MTK-VM                                                     | 16,46 m | Horváth Viktória Haladás                                              | 16,16 m |
| diszkoszvetés          | Kripli Márta MTK-VM                                                      | 60,94 m | Herczegh Ágnes Vasas SC                                                 | 59,08 m | Pallay Sándorné Diósgyőri VTK                                         | 58,86 m |
| gerelyhajítás          | Hartai Katalin TFSE                                                      | 58,74 m | Janák Mária Csepel SC                                                   | 57,88 m | Torma Ibolya Pécsi MSC                                                | 55,54 m |
| hétpróba               | Vanyek Zsuzsa Bp. Építők                                                 | 5947    | Palombi Margit Tatabányai Bányász                                       | 5822    | Téglási Eleonóra Nyíregyházi VSSC                                     | 5567    |
| maratoni futás         | Schaffer Antónia BVSC                                                    | 2:40:10 | Sipka Ágnes Székesfehérvári Ikarusz                                     | 2:46:53 | Szabó Karolina Bp. Honvéd                                             | 2:47:04 |
| mezei futás (4 km)     | Szalai Katalin Tatabányai Bányász                                        | 13:51   | Szabó Karolina Bp. Honvéd                                               | 13:54   | Jankó Ilona Ajka                                                      | 14:04   |
| csapat 10 km gyaloglás | Laurinyecz Mária Ilyés Ildikó Rosza Mária Békéscsabai Előre Spartacus    | 3:01:58 | Pócza Ildikó Építők SC                                                  | 3:04,21 | Alföldi Andrea Sajben Zsuzsa Bp. Postás                               | 3:07,17 |
| csapat mezei futás     | Szabó Karolina Brutóczky Judit Bugya Mariann Bp. Honvéd                  | 23      | Ágoston Zita Pék Teréz Horváth Emőke Dunaújvárosi Kohász                | 44      | Fazekas Erika Debreczeni Erika Boros Mária Diósgyőri VTK              | 58      |

## Magyar atlétikai csúcsok
- n. 100 m 12.76 ocs. Siska Xénia Vasas Budapest 8. 20.
- n. 1000 m 2:36.6 ocs. Szalai Katalin TBSC Budapest 7. 11.
- 1 mérföld 3:55.13 ocs. Knipl István Bp.Honvéd Koblenz 8. 29.
- 3000 m akadály 8:17.97 ocs. Markó Gábor Bp.Honvéd Potsdam 7. 21.